# Saül Gordillo
Saül Gordillo Bernàrdez (Calella, 1 de abril de 1972) es un periodista español. Fue director de Catalunya Ràdio de 2016 hasta el 2022.

## Biografía
Gordillo comenzó a trabajar como corresponsal del diario El Punt entre 1989 y 1993, y entre 1993 y 1995 fue redactor de la publicación. En 1995 formó parte del equipo fundacional de El Punt Maresme, edición donde ejerció de jefa de sección, y posteriormente fue director. También dirigió El Punt Rubí y fue redactor en cabo de El Punt Barcelona. Además, fundó y dirigir la revista mensual del Alto Maresme Repòrter, hoy desaparecida.
Fue director de la Agencia Catalana de Noticias (ACN), una de las primeras agencias europeas hijas de la red, desde el 2007 hasta que fue cesado el 2011. Fue impulsor, con otros periodistas, del portal de blogs políticos en catalán Poliblocs, que nació el febrero de 2007. En marzo de 2006 fundó con el entonces periodista Carles Puigdemont la empresa Doble Utopía, que a través de su filial Poliblocs promovió la primera edición de la Catosfera. Fue jefe de contenidos digitales de El Periódico de Cataluña. En enero del 2016 fue nombrado director de Catalunya Ràdio. En julio de 2022 fue nombrado director de estrategia y adjunto al consejero delegado de Emissions Digitals de Catalunya, desde donde impulsó el diario digital Principal. En enero de 2023 fue cesado de su cargo.

## Denuncias por agresiones sexuales
El 20 de diciembre de 2022 fue denunciado a los Mozos de Escuadra por un delito de agresión sexual por unos tocamientos a una trabajadora del medio digital que él dirigía durante una cena de empresa el 1 de diciembre. Gordillo negó los hechos y la causa fue enviada a los juzgados. Tres días después, otra trabajadora interpuso una segunda denuncia por agresiones sexuales que ocurrieron presuntamente esa misma noche.
Inicialmente, la empresa matriz del periódico, Emissions Digitals de Catalunya, activó su protocolo interno, y unos días más tarde, lo apartó provisionalmente de su posición. A principios de enero de 2023 fue cesado como director de Principal. En cambio, Joan Vall Clara, entonces director de El Punt Avui, publicó que él no haría nada contra Saül Gordillo, colaborador del diario, incluso después de la primera condena por agresión sexual.
En noviembre de 2024, por la primera de las denuncias el juez le acabó declarando culpable de un delito de agresión sexual y fue condenado a un año de prisión y otros dos de libertad vigilada.

## Publicaciones
Es autor de los libros Superperiodistes en la era de la sobreinformació (Editorial UOC, septiembre de 2010), Las barbaridades de Fèlix Millet (Ahora Libros, diciembre de 2009) y Nació.cat (editado por Mina y Òmnium Cultural, el junio de 2007), este último sobre la obtención del domini.cat para la lengua y la cultura catalana a Internet. El junio de 2014 también publicó Sobirania.cat. 